# Meet the Press
Meet the Press és un programa setmanal de televisió de notícies i entrevistes que s'emet per la cadena nord-americana NBC. Meet the Press s'especialitza en entrevistes amb líders de Washington, DC, d'arreu dels Estats Units i de tot el món, sobre temes de política, economia, política exterior i altres afers públics, juntament amb taules de discussió que proporcionen opinions i anàlisis. És el programa de més durada de la televisió nord-americana, encara que el format actual no s'assembla gaire al primer programa del 6 de novembre de 1947. El gener de 2021, la producció es va traslladar a les oficines de la NBC al Capitol Hill a Washington, DC.
La longevitat de Meet the Press es deu en part al fet que el programa va debutar durant la que només va ser la segona "temporada de televisió en xarxa" oficial per a la televisió nord-americana. Va ser el primer programa informatiu en directe de la cadena de televisió en què va aparèixer un president en exercici dels Estats Units; això va passar a la seva emissió el 9 de novembre de 1975, que va comptar amb la presència de Gerald Ford. El programa ha estat dirigit per 12 moderadors diferents, començant per la seva creadora Martha Rountree. El moderador del programa des del 2014 és Chuck Todd, que també exerceix de director polític de NBC News.
Actualment, el programa d'una hora de durada s'emet a la majoria dels mercats els diumenges a les 9:00 a.m. en directe a la zona horària de l'Est i amb retard a altres llocs. Meet the Press també avança la seva emissió ocasionalment a causa de la cobertura d'esdeveniments esportius celebrats fora dels Estats Units. El programa també es retransmet els dilluns a les 4:00 a.m., hora de l'Est, a MSNBC. El canal d'àudio també es transmet simultàniament per Sirius XM, una emissora de ràdio per satèl·lit. Westwood One també distribueix el programa a diverses emissores de ràdio dels Estats Units, així com a C-SPAN Radio com a part de les seves repeticions dels programes de tertúlia del diumenge al matí.